# Perotis somalensis
Perotis somalensis är en gräsart som beskrevs av Emilio Chiovenda. Perotis somalensis ingår i släktet Perotis och familjen gräs. Inga underarter finns listade i Catalogue of Life.